# برج تورنادو
برج تورنادو (به انگلیسی: Tornado Tower)، یا برج QIPCO، یک آسمان‌خراش اداری بلند در شهر دوحه قطر است. این ساختمان که یکی از نمادهای شهر دوحه است، با ۶۴۰ فوت (۱۹۵ متر) ارتفاع دارای ۵۲ طبقه است. کار ساخت‌وساز آن در سال ۲۰۰۶ آغاز شد و در سال ۲۰۰۸ به بهره‌برداری رسید.
این ساختمان در زمینی به مساحت ۱۹۹٬۰۰۰ فوت مربع (۱۸٬۴۸۸ متر مربع) قرار دارد، اما خود برج تنها ۳۲٬۳۰۰ فوت مربع (۳٬۰۰۱ متر مربع) از آن را اشغال می‌کند. به همین دلیل فضای باز بزرگی در اطراف آن وجود دارد که زیبایی آن را افزایش داده‌است. پایه دایره‌ای شکل ساختمان، با قطر ۹۷ فوت (۳۰ متر) در طبقه همکف شامل یک رستوران و یک بانک می‌شود. ۱۶ آسانسور پرسرعت که توانایی حرکت با سرعت ۲ طبقه بر ثانیه را دارند فضای ۹۰۴٬۰۰۰ فوت مربع (۸۳٬۹۸۴ متر مربع) اداری این ساختمان را پوشش می‌دهند. پارکینگ این ساختمان با گنجایش ۱۷۰۰ خودرو شامل ۳ طبقه است که در زیرزمین احداث شده‌اند. با توجه به شکل ساختمان که شبیه شیشه ساعت است، فضای اداری قابل اجاره در هر طبقه متفاوت و از ۵۵۰ فوت مربع (۵۱ متر مربع) تا ۲۵٬۸۰۰ فوت مربع (۲٬۳۹۷ متر مربع) متغیر است. سه طبقه بالای برج شامل فضای اداری لوکس است و دفاتر این طبقات از تراس و بالکن برخوردار هستند و طبقه ۵۱ام برج دسترسی مستقیم به پلتفرم فرود هلی‌کوپتر دارد.
این برج در بین بلندترین ساختمان‌های دوحه در رده ۲۵ قرار دارد.